# 希科里希爾 (密蘇里州)
希科里希爾（英語：Hickory Hill）是位於美國密蘇里州科爾縣的非建制地區。

## 歷史
希科里希爾的郵局於1839年設立，1862年關閉後於1866年重開，最終於1912年停運。

## 地理
希科里希爾所處的海拔為高於海平面268米（即879英呎），而該地所採用的時區為UTC-6，即北美中部時區（CST）。同時該地設有夏令時間，為UTC-6調快一小時，即UTC-5（CDT）。